# Rhipidoglossum
Genre
Rhipidoglossum est un genre de plantes à fleurs appartenant à la famille des Orchidaceae.

## Liste d'espèces
Selon BioLib (24 juillet 2017) :
- Rhipidoglossum adoxum (F.N.Rasm.) Senghas
- Rhipidoglossum bilobatum (Summerh.) Szlach. & Olszewski
- Rhipidoglossum brevifolium Summerh.
- Rhipidoglossum candidum (P.J.Cribb) Senghas
- Rhipidoglossum cuneatum (Summerh.) Garay
- Rhipidoglossum curvatum (Rolfe) Garay
- Rhipidoglossum densiflorum Summerh.
- Rhipidoglossum globulosocalcaratum (De Wild.) Summerh.
- Rhipidoglossum kamerunense (Schltr.) Garay
- Rhipidoglossum laticalcar (J.B.Hall) Senghas
- Rhipidoglossum laxiflorum Summerh.
- Rhipidoglossum longicalcar Summerh.
- Rhipidoglossum magnicalcar Szlach. & Olszewski
- Rhipidoglossum melianthum (P.J.Cribb) Senghas
- Rhipidoglossum microphyllum Summerh.
- Rhipidoglossum mildbraedii (Kraenzl.) Garay
- Rhipidoglossum montanum (Piers) Senghas
- Rhipidoglossum obanense (Rendle) Summerh.
- Rhipidoglossum ochyrae Szlach. & Olszewski
- Rhipidoglossum orientalis (Mansf.) Szlach. & Olszewski
- Rhipidoglossum ovale (Summerh.) Garay
- Rhipidoglossum oxycentron (P.J.Cribb) Senghas
- Rhipidoglossum paucifolium D.Johanss.
- Rhipidoglossum polyanthum (Kraenzl.) Szlach. & Olszewski
- Rhipidoglossum polydactylum (Kraenzl.) Garay
- Rhipidoglossum pulchellum (Summerh.) Garay
- Rhipidoglossum rutilum (Rchb.f.) Schltr.
- Rhipidoglossum schimperianum (A.Rich.) Garay
- Rhipidoglossum stellatum (P.J.Cribb) Szlach. & Olszewski
- Rhipidoglossum stolzii (Schltr.) Garay
- Rhipidoglossum subsimplex (Summerh.) Garay
- Rhipidoglossum tanneri (P.J.Cribb) Senghas
- Rhipidoglossum tenuicalcar (Summerh.) Garay
- Rhipidoglossum ugandense (Rendle) Garay
- Rhipidoglossum xanthopollinium (Rchb.f.) Schltr.

Selon Catalogue of Life (24 juillet 2017) :
- Rhipidoglossum adoxum (F.N.Rasm.) Senghas
- Rhipidoglossum bilobatum (Summerh.) Szlach. & Olszewski
- Rhipidoglossum brevifolium Summerh.
- Rhipidoglossum candidum (P.J.Cribb) Senghas
- Rhipidoglossum cuneatum (Summerh.) Garay
- Rhipidoglossum curvatum (Rolfe) Garay
- Rhipidoglossum densiflorum Summerh.
- Rhipidoglossum globulosocalcaratum (De Wild.) Summerh.
- Rhipidoglossum kamerunense (Schltr.) Garay
- Rhipidoglossum laticalcar (J.B.Hall) Senghas
- Rhipidoglossum laxiflorum Summerh.
- Rhipidoglossum longicalcar Summerh.
- Rhipidoglossum magnicalcar Szlach. & Olszewski
- Rhipidoglossum melianthum (P.J.Cribb) Senghas
- Rhipidoglossum microphyllum Summerh.
- Rhipidoglossum mildbraedii (Kraenzl.) Garay
- Rhipidoglossum montanum (Piers) Senghas
- Rhipidoglossum obanense (Rendle) Summerh.
- Rhipidoglossum ochyrae Szlach. & Olszewski
- Rhipidoglossum orientalis (Mansf.) Szlach. & Olszewski
- Rhipidoglossum ovale (Summerh.) Garay
- Rhipidoglossum oxycentron (P.J.Cribb) Senghas
- Rhipidoglossum paucifolium D.Johanss.
- Rhipidoglossum polyanthum (Kraenzl.) Szlach. & Olszewski
- Rhipidoglossum polydactylum (Kraenzl.) Garay
- Rhipidoglossum pulchellum (Summerh.) Garay
- Rhipidoglossum rutilum (Rchb.f.) Schltr.
- Rhipidoglossum schimperianum (A.Rich.) Garay
- Rhipidoglossum stellatum (P.J.Cribb) Szlach. & Olszewski
- Rhipidoglossum stolzii (Schltr.) Garay
- Rhipidoglossum subsimplex (Summerh.) Garay
- Rhipidoglossum tanneri (P.J.Cribb) Senghas
- Rhipidoglossum tenuicalcar (Summerh.) Garay
- Rhipidoglossum ugandense (Rendle) Garay
- Rhipidoglossum xanthopollinium (Rchb.f.) Schltr.

Selon NCBI (24 juillet 2017) :
- Rhipidoglossum kamerunense
- Rhipidoglossum montanum
- Rhipidoglossum rutilum
- Rhipidoglossum subsimplex
- Rhipidoglossum xanthopollinium

Selon The Plant List (24 juillet 2017) :
- Rhipidoglossum adoxum (F.N.Rasm.) Senghas
- Rhipidoglossum bilobatum (Summerh.) Szlach. & Olszewski
- Rhipidoglossum brevifolium Summerh.
- Rhipidoglossum candidum (P.J.Cribb) Senghas
- Rhipidoglossum cuneatum (Summerh.) Garay
- Rhipidoglossum curvatum (Rolfe) Garay
- Rhipidoglossum densiflorum Summerh.
- Rhipidoglossum globulosocalcaratum (De Wild.) Summerh.
- Rhipidoglossum kamerunense (Schltr.) Garay
- Rhipidoglossum laticalcar (J.B.Hall) Senghas
- Rhipidoglossum laxiflorum Summerh.
- Rhipidoglossum longicalcar Summerh.
- Rhipidoglossum magnicalcar Szlach. & Olszewski
- Rhipidoglossum melianthum (P.J.Cribb) Senghas
- Rhipidoglossum microphyllum Summerh.
- Rhipidoglossum mildbraedii (Kraenzl.) Garay
- Rhipidoglossum montanum (Piers) Senghas
- Rhipidoglossum obanense (Rendle) Summerh.
- Rhipidoglossum ochyrae Szlach. & Olszewski
- Rhipidoglossum orientalis (Mansf.) Szlach. & Olszewski
- Rhipidoglossum ovale (Summerh.) Garay
- Rhipidoglossum oxycentron (P.J.Cribb) Senghas
- Rhipidoglossum paucifolium D.Johanss.
- Rhipidoglossum polyanthum (Kraenzl.) Szlach. & Olszewski
- Rhipidoglossum polydactylum (Kraenzl.) Garay
- Rhipidoglossum pulchellum (Summerh.) Garay
- Rhipidoglossum rutilum (Rchb.f.) Schltr.
- Rhipidoglossum schimperianum (A.Rich.) Garay
- Rhipidoglossum stellatum (P.J.Cribb) Szlach. & Olszewski
- Rhipidoglossum stolzii (Schltr.) Garay
- Rhipidoglossum subsimplex (Summerh.) Garay
- Rhipidoglossum tanneri (P.J.Cribb) Senghas
- Rhipidoglossum tenuicalcar (Summerh.) Garay
- Rhipidoglossum ugandense (Rendle) Garay
- Rhipidoglossum xanthopollinium (Rchb.f.) Schltr.

Selon Tropicos (24 juillet 2017) (Attention liste brute contenant possiblement des synonymes) :
- Rhipidoglossum adoxum (Rasm.) Senghas
- Rhipidoglossum arbonnieri (Geerinck) Eb. Fisch., Killmann, J.-P.Lebel & Delep.
- Rhipidoglossum bilobatum (Summerh.) Szlach. & Olszewski
- Rhipidoglossum brevifolium Summerh.
- Rhipidoglossum burttii (Summerh.) Summerh.
- Rhipidoglossum candidum (P.J. Cribb) Senghas
- Rhipidoglossum cuneatum (Summerh.) Garay
- Rhipidoglossum curvatum (Rolfe) Garay
- Rhipidoglossum densiflorum Summerh.
- Rhipidoglossum erecto-calcaratum (De Wild.) Summerh.
- Rhipidoglossum gerrardi (Rchb. f.) Schltr.
- Rhipidoglossum globulosocalcaratum (De Wild.) Summerh.
- Rhipidoglossum kamerunense (Schltr.) Garay
- Rhipidoglossum laticalcar (J.B. Hall) Senghas
- Rhipidoglossum laxiflorum Summerh.
- Rhipidoglossum longicalcar Summerh.
- Rhipidoglossum magnicalcar Szlach. & Olszewski
- Rhipidoglossum melianthum (P.J. Cribb) Senghas
- Rhipidoglossum microphyllum Summerh.
- Rhipidoglossum mildbraedii (Kraenzl.) Garay
- Rhipidoglossum montanum (Piers) Senghas
- Rhipidoglossum obanense (Rendle) Summerh.
- Rhipidoglossum ochyrae Szlach. & Olszewski
- Rhipidoglossum orientale (Mansf.) Szlach. & Olszewski
- Rhipidoglossum ovale (Summerh.) Garay
- Rhipidoglossum oxycentron (P.J. Cribb) Senghas
- Rhipidoglossum pachyrhizum (P.J. Cribb) Senghas
- Rhipidoglossum paucifolium D. Johanss.
- Rhipidoglossum peglerae (Bolus) Schltr.
- Rhipidoglossum polyanthum (Kraenzl.) Szlach. & Olszewski
- Rhipidoglossum polydactylum (Kraenzl.) Garay
- Rhipidoglossum pulchellum (Summerh.) Garay
- Rhipidoglossum rutilum (Rchb. f.) Schltr.
- Rhipidoglossum schimperanum (A. Rich.) Garay
- Rhipidoglossum stellatum (P.J. Cribb) Senghas
- Rhipidoglossum stolzii (Schltr.) Garay
- Rhipidoglossum subsimplex (Summerh.) Garay
- Rhipidoglossum tanneri (P.J. Cribb) Senghas
- Rhipidoglossum tenerrimum (Kraenzl.) Garay
- Rhipidoglossum tenuicalcar (Summerh.) Garay
- Rhipidoglossum ugandense (Rendle) Garay
- Rhipidoglossum woodianum (Schltr.) Schltr.
- Rhipidoglossum xanthopollinium (Rchb. f.) Schltr.